# Étang Roche
Pour les articles homonymes, voir Roche (homonymie).
L'étang Roche est un lac situé sur le territoire de la commune de Capesterre-Belle-Eau en Guadeloupe dans les Antilles françaises. Faisant partie du parc national de la Guadeloupe, il est situé après le Grand Étang et l'Étang As de Pique par la trace des étangs.
A 650 m d'altitude, au pied du morne Boudoute, il s'étend sur 420 m de longueur. Il est pratiquement toujours asséché de décembre à juin,.
A l'étang apparaissent de gros blocs volcaniques qui l'entourent et lui ont donné son nom,. 